# North Australia (Territorium)
North Australia war ein australisches Bundesterritorium im Norden des Kontinents.

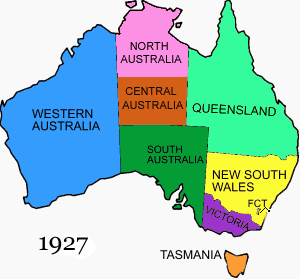
Australien von 1927 bis 1931

Das Territorium entstand am 1. Februar 1927. Damals war das heutige Northern Territory zweigeteilt worden, in North Australia und Central Australia. Am 12. Juni 1931 wurde diese Teilung durch den North Australia Act der australischen Zentralregierung rückgängig gemacht.